# 미미 아거글리아

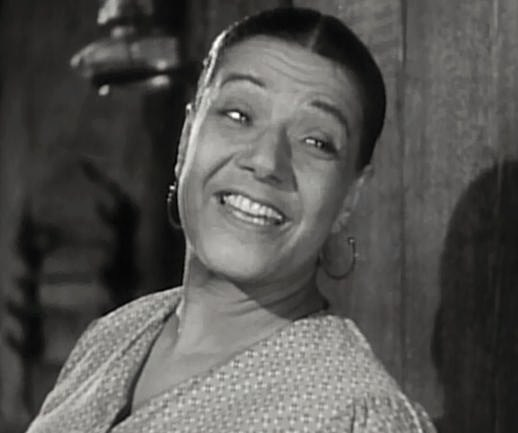

미미 아거글리아(Mimi Aguglia, 1884년 12월 21일 ~ 1970년 7월 31일)는 이탈리아의 배우, 연극 배우이다. 팔레르모에서 태어났으며 우들랜드힐스에서 사망하였다.

## 영화
- 장미 문신 (1955년)
- 웬 인 로마 (1952년)
- 이스트 사이드, 웨스트 사이드 (1949년) - 그랜마 센타 역
- 댓 미드나잇 키스 (1949년)
- 위 워 스트레인저스 (1949년)
- 페드로 선장의 모험 (1947년)
- 시간 장소 그리고 여자 (1946년)
- 벨 포 아다노 (1945년)
- 무법자 (1943년)